# Balod
Balod là một thị xã và là một nagar panchayat của quận Durg thuộc bang Chhattisgarh, Ấn Độ.

## Địa lý
Balod có vị trí 20°44′B 81°12′Đ / 20,73°B 81,2°Đ Nó có độ cao trung bình là 324 mét (1062 foot).

## Nhân khẩu
Theo điều tra dân số năm 2001 của Ấn Độ, Balod có dân số 21.044 người. Phái nam chiếm 51% tổng số dân và phái nữ chiếm 49%. Balod có tỷ lệ 73% biết đọc biết viết, cao hơn tỷ lệ trung bình toàn quốc là 59,5%: tỷ lệ cho phái nam là 80%, và tỷ lệ cho phái nữ là 66%. Tại Balod, 13% dân số nhỏ hơn 6 tuổi.